# Antonio Vázquez Limón
Antonio Vázquez Limón fou un polític valencià de la Segona República Espanyola. Militant del Partit Republicà Radical, el 28 de juny de 1934 fou nomenat governador civil d'Alacant. Quan es van produir els fets del sis d'octubre de 1934 va destituir el consistori d'Alacant i va fer empresonar el seu alcalde Llorenç Carbonell i Santacruz, alhora que nomenava una gestora que va imposar com a nou alcalde el metge Alfonso Martín de Santa Olalla y Esquerdo, amb ajuda de la CEDA i el Partit Tradicionalista, entre d'altres. El desembre de 1935 també fou governador civil de la província de Jaen.